# امشرج (المضاربة والعارة)

تعديل مصدري - تعديل

امشرج هي إحدى قرى عزلة المضاربة بمديرية المضاربة والعارة التابعة لمحافظة لحج، بلغ تعداد سكانها 40 نسمة حسب تعداد اليمن لعام 2004.